# Maria Kooistra
Maria Kooistra (Leek, 23 januari 1975) is een Nederlands actrice. Ze is vooral bekend door haar rollen als Pascale Berings in de soap Goede tijden, slechte tijden en Giselle in de serie Costa. Ook speelde Kooistra in een aantal films van regisseur Eddy Terstall.
Eind jaren negentig presenteerde ze bij Veronica een paar maanden het televisieprogramma Maximaal, samen met Daan Schuurmans en Renate van der Zalm. Ze verscheen schaars gekleed in het tijdschrift FHM.
Kooistra was van 2006 tot en met 2012 getrouwd met mode-ondernemer Steve te Pas; ze hebben drie kinderen. Kooistra was lange tijd bevriend met modeontwerper Percy Irausquin. Aan deze vriendschap kwam een einde toen Irausquin en Te Pas in een juridisch conflict verwikkeld raakten.

## Filmografie
- Hufters & hofdames (1996)
- Goede tijden, slechte tijden, als Pascale Berings (2003-2004, 2004)
- Simon, als Gwen (2004)
- Costa, als Giselle (2005)
- Sextet, als Brechtje (2007)